# 호스 위스퍼러
《호스 위스퍼러》(영어: The Horse Whisperer)는 미국에서 제작된 1998년 네오웨스턴 드라마 영화이다. 로버트 레드퍼드가 연출, 제작, 주연을 맡았다.

## 출연
- 로버트 레드퍼드
- 크리스틴 스콧 토머스
- 스칼릿 조핸슨
- 샘 닐
- 다이앤 위스트
- 크리스 쿠퍼
- 체리 존스
- 타이 힐먼
- 케이트 보즈워스
- 제슬린 길시그
- 저넷 놀런
- 조엘 카터
- 베티 버클리

## 기타 제작진
- 협력 제작: 캐런 텐코프
- 공동 제작: 조지프 리디
- 배역: 엘런 체노웨스, 그레천 러넬
- 미술: 존 허트먼
- 의상: 주디 L. 러스킨